# 宇津呂村
宇津呂村（うつろむら）は、滋賀県蒲生郡にあった村。現在の近江八幡市の旧来の市街地を北・東・南から囲む地域にあたる。近江八幡市役所など近江八幡駅の北側一帯も含む。

## 地理
- 山岳：鶴翼山（八幡山）
- 河川：豊後川、八幡堀、白鳥川

## 歴史
- 1889年（明治22年）4月1日 - 町村制の施行により、大林村・中村・宇津呂村・市井村・多賀村・北之庄村・土田村の区域をもって発足。
- 1933年（昭和8年）3月3日 - 八幡町に編入。同日宇津呂村廃止。